# هاريكا درونافالي
هاريكا درونافالي Harika Dronavalli (ولد في 12 يناير 1991) لاعبة شطرنج هندية تحمل لقب أستاذ كبير.

## ألقاب
- حصلت على لقب أستاذة كبيرة سيدة عام 2004.
- حصلت على لقب أستاذ كبير عام 2011.

## تصنيف
- في عام 2016 أصبحت المصنفة رقم 5 في العالم.

## إنجازات
- فازت بالميدالية البرونزية في بطولة العالم للشطرنج سيدات أعوام 2012، 2015، 2017.
- فازت بمسابقة الجائزة الكبرى سيدات من الاتحاد الدولي للشطرنج عام 2016، والتي تحدد المتأهل إلى بطولة العالم للشطرنج.

## تكريمات
- منحتها الحكومة الهندية جائزة أرجونا عام 2007/2008، وهي جائزة تمنح للرياضيين البارزين الذين حققوا إنجازات لافتة.

## شخصيات مؤثرة
- تعتبر هاريكا كلاً من فلاديمير كرامنيك وجوديت بولغار وفيشفاناثان أناند أبطالاً أثروا في حبها للشطرنج.

## روابط خارجية
- هاريكا درونافالي على موقع الاتحاد الدولي للشطرنج (الإنجليزية)
- هاريكا درونافالي على موقع مباريات الشطرنج (الإنجليزية)
- هاريكا درونافالي على موقع 365Chess.com (الإنجليزية)
- هاريكا درونافالي على موقع Chesstempo.com (الإنجليزية)
- هاريكا درونافالي على موقع الاتحاد الأمريكي للشطرنج (الإنجليزية)
- هاريكا درونافالي سجل أولمبياد الشطرنج للسيدات على موقع OlimpBase.org (الإنجليزية)